# Berdetschlag
Berdetschlag ist eine Ortschaft und eine Katastralgemeinde in der Gemeinde Ulrichsberg im Bezirk Rohrbach in Oberösterreich.

## Geographie
Das Dorf Berdetschlag befindet sich westlich des Gemeindehauptorts Ulrichsberg. Die Ortschaft umfasst einschließlich der Streusiedlung Schwarzholz 44 Adressen (Stand: 1. April 2020). Sie liegt im Einzugsgebiet des Bernbachs. Im Berdetschläger Wald südwestlich der Siedlung gibt es ein Diorit-Vorkommen. Nördlich des Dorfs, an der Großen Mühl, erstreckt sich das 23 Hektar große Naturschutzgebiet Torfau. Berdetschlag ist Teil der 22.302 Hektar großen Important Bird Area Böhmerwald und Mühltal.
Die Katastralgemeinde Berdetschlag erstreckt sich über eine Fläche von 1.113,23 Hektar.

## Geschichte
Berdetschlag wurde 1526 erstmals urkundlich erwähnt.

## Kultur und Sehenswürdigkeiten
Die schlichte Dorfkapelle wurde in der zweiten Hälfte des 19. Jahrhunderts errichtet. In ihrem Inneren befindet sich ein neogotischer Altar. Der Hof Berdetschlag Nr. 19 wurde 1641 erbaut und Mitte des 20. Jahrhunderts aufgestockt. Südlich des Dorfs steht eine mit der Jahreszahl 1659 bezeichnete Tabernakelsäule.
Die Berdetschläger Bauernmühle wurde im Jahr 1870 von zwei Bauern errichtet. Der 500 Meter lange Mühlbach zweigt von der Großen Mühl unterhalb der Seitelschläger Mühle ab, um das Wasserrad anzutreiben. Von 1945 bis 1950 wurde die Mühle durch russische Besatzungssoldaten als Sauna und Schlachthaus zweckentfremdet. 1949/50 ersetzten die 12 Bauern der Mahlgenossenschaft das Wasserrad durch eine Turbine. Die Mehlerzeugung war bis Ende der 1950er-Jahre in Betrieb, danach wurde bis zur Stilllegung 1973 noch Futterschrot erzeugt.